# Begraafplaats van Zaventem
De Begraafplaats van Zaventem is een gemeentelijke begraafplaats in de Belgische gemeente Zaventem. Ze ligt langs de Kerkhoflaan op 1 km ten noordoosten van de Sint-Martinuskerk (centrum).
De begraafplaats werd in 1909 aangelegd toen het kerkhof rond de Sint-Martinuskerk werd opgeheven. Het oorspronkelijke westelijk deel werd in de jaren 1930 uitgebreid naar het oosten toe. In het centrum van dit gedeelte staat een groot arduinen kruis. De begraafplaats is omgeven door een bakstenen muur. Ongeveer in het midden liggen de graven van meer dan 300 oud-strijders uit beide wereldoorlogen.
Vlak bij de toegang staat het grafmonument van de familie Quitmann.

## Britse oorlogsgraven
Centraal tegen de zuidelijke muur liggen 5 Britse gesneuvelden uit de Tweede Wereldoorlog. Een ervan kon niet geïdentificeerd worden. Drie graven (waaronder de niet geïdentificeerde) zijn van slachtoffers die sneuvelden op 16 mei 1940 tijdens de gevechten tegen het oprukkende Duitse leger. De twee overige graven zijn van de bemanning van een Mosquito jachtbommenwerper die neerstortte op 1 mei 1944.
Hun graven worden onderhouden door de Commonwealth War Graves Commission en staan er geregistreerd onder Zaventem Communal Cemetery.
De begraafplaats staat in de Inventaris van het Bouwkundig Erfgoed.